# Серпуховский музыкально-драматический театр
Серпухо́вский музыка́льно-драмати́ческий теа́тр (СМДТ; Серпуховский гортеатр) — единственный в Подмосковье музыкально-драматический театр, расположен в историческом центре Серпухова на пересечении улиц Чехова и Театральной. Основан в 1915 году тенором Большого театра А. А. Говоровым и серпуховским купцом А. В. Малаховцевым.

## История

#### Серпуховское Собрание любителей драматического искусства
История Серпуховского театра уходит корнями к концу 19 века, важную роль в его развитии сыграл писатель Антон Павлович Чехов. В 1892 году писатель купил имение Мелихово и устроился на службу врачом в Серпуховском уезде, где он провёл зрелые свои годы — с 1892 по 1899. Благодаря его усилиям и поддержке 20 апреля 1895 года было создано «Серпуховское Собрание любителей драматического искусства» в которое входило порядка ста человек, и был принят его устав.
В уставе было указано, что цели Собрания заключаются в поддержке развития театрального искусства и предоставлении членам Собрания и их семьям возможности приятно и полезно проводить досуг. Для достижения этих целей собранию было разрешено арендовать помещения, где могли проводиться различные мероприятия: балы, маскарады, танцевальные, музыкальные и литературные вечера, а также театральные и драматические постановки. Собрание могло выписывать книги, газеты и журналы, а также приглашать специалистов разных областей знаний для проведения лекций, способствующих распространению полезной информации.
Собранием руководил староста А. Тихомиров, а должность руководителя занимал секретарь земской управы, потомок старинного купеческого рода Сериковых — Иван Митрофанович Сериков. С ним поддерживал дружеские отношения Антон Павлович Чехов, который фактически выступал попечителем этого объединения театральных энтузиастов. Чехов активно участвовал в общественной жизни Серпуховского уезда: он был гласным земской думы, работал в суде, входил в состав санитарного совета и даже боролся с эпидемией чумы. Кроме того, Чехов занимался вопросами образования – он стал попечителем нескольких библиотек и сельских школ, а также на собственные средства построил три школы вместе с жильем для педагогов. Во время собраний театральные любители часто читали произведения писателя, созданные им в Мелихово, такие как «Дом с мезонином», «Палата №6», «Чайка» и «Дядя Ваня». Староста и руководитель собрания всячески поддерживали Чехова в его просветительских и благотворительных начинаниях, организовывая спектакли с участием как местных артистов, так и московских любителей и профессионалов.  
Елена Михайловна Шаврова, подопечная Антона Павловича Чехова, и ее сестра Ольга, актриса под сценическим именем Оленина, не просто помогали писателю выбирать пьесы для постановок, но и сами участвовали в спектаклях. В одном из писем от мая 1897 года Чехов выразил свое мнение о выборе репертуара: «Выбор пьес одобряю, «Перчатка» весьма подходит для Серпухова, ибо Вас придут смотреть интеллигенты».
Для репертуара кружка выбирались пьесы с небольшим количеством персонажей. В своих воспоминаниях Елена Михайловна Шаврова подробно описывает постановку пьесы «Брак» и одноактной комедии В. Билибина «Приличия».
Афиша этого театрального события сохранилась до наших дней. В 1976 году она была передана в музей Мелихово серпуховским коллекционером А. Елисеевым. Согласно афише, 22 февраля 1897 года серпуховские и московские любители драматического искусства представили спектакли «Брак» и «Приличия» в поддержку строительства земской школы в деревне Новоселки. Всего в постановках участвовало шесть актеров, среди которых была и сестра Елены Михайловны — Оля Шаврова. Также в афише сообщалось, что после окончания спектакля состоится танцевальный вечер с оркестром. Кавалерам, желающим участвовать в танцах, рекомендовалось прийти в черных фраках. Цены на билеты варьировались: первый ряд стоил 2 рубля 10 копеек, входной билет — 1 рубль. Билеты можно было купить заранее в магазине А.А. Пафонова или непосредственно перед началом мероприятия в кассе Собрания. Афишу напечатала серпуховская типография.
В своих мемуарах Е.М. Шаврова детально рассказывает обо всех событиях, связанных с этим театральным вечером. Незадолго до него Чехов отправил ей письмо в Москву: «...Приезжайте к 12 часам со скорым. Приехав в Серпухов, подзакусив на станции, садитесь на извозчика (очень плохого, ибо здесь хороших нет) и поезжайте в кружок. Город серый, равнодушный, но рассчитываю, что спектакль даст 75-100 рублей чистых, а для уезда 75 рублей - всё равно что для города 1450. С марта я начинаю строить школу, в июне она уже будет готова. Афишу я повешу на стене в рамочке, это в память о Вашей доброте».
Полтора года спустя, в ноябре 1898 года, Чехов написал Елене Михайловне уже из Ялты: «Вы согласились бы опять поехать в Серпухов и сыграть в пользу школы? Не правда ли? У меня опять строится школа (из мною построенных - это третья), и нужны деньги, хоть в петлю полезай. После спектакля поужинали бы на Серпуховском вокзале...».

#### Основание театра
В 1908 году известный тенор Александр Александрович Говоров, солист Большого театра, выпускник Московской консерватории, который совершенствовал свое вокальное искусство в Италии, начал терять голос. Один из знакомых посоветовал ему обратить внимание на Серпухов, где, несмотря на отсутствие собственного театра, публика была весьма отзывчивой. Александр Александрович Говоров (1871-1925) родился в Воронеже. После завершения учебы в семинарии он прошел стажировку в прославленном миланском театре «Ла Скала». Некоторое время он исполнял партии в Большом театре.
Приехав в Серпухов, Говоров решил убедить местного купца А.В. Малаховцева построить театр. Однако купец отклонил предложение и предложил вместо этого возвести здание, которое, при необходимости, могло бы использоваться как склад или производственное помещение для изготовления самоваров, доставшихся ему по наследству в Туле. Малаховцев намеревался заняться этим доходным бизнесом и совершенно не интересовался театром. Говорову потребовалось немало времени, чтобы переубедить купца. Бывший певец приложил много усилий, чтобы уговорить купца обустроить в театре полноценную глубокую сцену, а не обычные подмостки.
Проект «на постройку здания для кинематографического театра и для спектаклей» был завершен городским архитектором при Серпуховской управе Алексеем Малининым к ноябрю 1914 года. Строительство закончилось в марте 1915 года. Помимо сцены, в здании располагались фойе, зал с отличной акустикой и даже комната для буфета. Уже первые спектакли, прошедшие с огромным успехом, продемонстрировали купцу всю выгодность этого предприятия. Изначально все постановки осуществлялись артистами из Москвы. Говоров привлекал в Серпухов таких известных исполнителей, как Н.В. Плевицкая, М.Н. Ермолова, Л.В. Собинов, В.В. Панина.

#### Театр после революции
Февральская революция 1917 года изменила судьбу театра: он превратился в площадку для митингов, собраний, лекций и докладов. В тот период театр воспринимался не как предмет роскоши или источник дохода, а как культурная необходимость для рабочих. Народный комитет просвещения стремился выделять средства на поддержку тех театров и постановок, которые были важны для культурного развития общества. Это позволило сохранить творческую активность в городе.
В 1918–1920 годах при театре действовал драматический кружок клуба Красной армии. Согласно годовому отчету, хранящемуся в Серпуховском историко-художественном музее, за первый год работы театральной труппы было поставлено 64 спектакля, из которых 26 – специально для красноармейцев. Спектаклями воспользовались около 16 тысяч солдат, а в постановках участвовало до 30 человек. Всего было проведено 204 репетиций. Руководителями труппы являлись Варламыч, Монастырев, Певзнер и Тихомиров, суфлером была Волкова. Театр постепенно становился инструментом агитации и пропаганды.
В 1920–1923 годах в театре работала передвижная труппа под руководством П. Феоктистова, энтузиаста драматического искусства, и режиссёра, врача по профессии, Н. Писменного. Коллектив существовал до 1923 года и сумел сформировать качественный классический репертуар. Зрителям были представлены такие спектакли, как «Бедность не порок», «Лес», «На бойком месте» А. Островского, «На дне» и «Дети солнца» М. Горького, «Женитьба» Н. Гоголя, «Жорж Данден» Мольера и другие. К 1923 году многие артисты покинули Серпухов ради учебы, а некоторые продолжили карьеру уже как профессиональные актеры.
Первый профессиональный актёрский состав появился в театре в 1932 году, объединив опытных артистов и самых талантливых участников художественной самодеятельности. Художественное руководство взял на себя Ю. Ф. Юрьев. Репертуар включал как классику, так и современные советские произведения, среди которых «Два веронца» Шекспира, «Стакан воды» Скриба, «Без вины виноватые» Островского, «Коварство и любовь» Шиллера, сцены из романа Л. Толстого «Анна Каренина», «Дети Ванюшина» Найденова, «Простая девушка» Шкваркина.
В середине 1930-х годов при городском театре на добровольных началах создали концертную группу, симфонический оркестр и оперный коллектив. Было организовано представление оперы П. И. Чайковского «Евгений Онегин». В 1934 году в театре установили звуковую кинопроекционную аппаратуру, благодаря чему зрители смогли смотреть фильмы.

#### Театр под руководством Б.А. Камчатова
В 1938 году к труппе присоединился Борис Алексеевич Камчатов, сын известного математика А. П. Камчатова. С юных лет увлечённый театром, он активно участвовал в различных постановках. После школы в 1930 году Борис поступил в Московскую балетную студию, а затем, в 1931 году, успешно прошёл отбор в театр музыкальной комедии. Хотя он посещал занятия студии в качестве вольного слушателя, его больше привлекало драматическое искусство, и в 1932 году он перешел во вспомогательный состав Малого театра. Позже Камчатов работал в разных театрах страны, включая драматический театр Прокопьевска, Тульский ТЮЗ и Московский областной драматический театр, прежде чем вернуться в родной Серпухов.
В 1938 году в Серпухове уже действовала постоянная труппа драматического театра под руководством Ю. Ф. Юрьева и А. И. Михайлова. Камчатов исполнил множество ролей, а также вел кукольные и драматические кружки в Доме пионеров до начала Великой Отечественной войны.
Несмотря на расформирование серпуховской труппы в октябре 1941 года, Камчатов по поручению городского комитета партии организовал концертную агитбригаду для обслуживания госпиталей и военных частей. Он стал ее руководителем и режиссером. Агитбригада играла сценки, проводила концерты и исполняла патриотические песни, выступая перед военными частями, в колхозах, госпиталях и фабричных клубах. Эти выступления поднимали дух и укрепляли веру в победу.
В апреле 1942 года Бориса Алексеевича назначили директором театра и парка. Во время войны здание театра использовалось как перевалочный пункт и сильно пострадало от бомбардировок: крыша была повреждена осколками бомб и зенитных снарядов, внутри царил холод, дров не хватало. Директор и его сотрудники не сдались: они собирали мебель и дрова по домам, ремонтировали крышу и превратили трехъярусные нары в импровизированные сиденья для зрителей.

#### Послевоенные годы
Актёрская труппа возродилась в 1946 году, объединяя довоенных профессионалов и молодых участников драмкружка Дома пионеров. Согласно протоколу заседания городского Совета народных депутатов от 16 апреля 1947 года, состояние театра оставляло желать лучшего: здание, изначально предназначенное для других целей, не имело вестибюля, гардероба и буфета, расположенных в подвале, отсутствовали необходимые подсобные помещения. Кроме того, деревянное перекрытие зала требовало замены, нужно было провести дренажные работы, реконструировать электрическое оборудование, систему отопления и противопожарную безопасность. Несмотря на трудности послевоенного времени, Камчатов начал реконструкцию театра, который вновь открыл свои двери в 1951 году. Здание украсилось лепниной, колоннами, бельэтажем, ложами, паркетными полами, мраморными лестницами, хрустальными люстрами, бархатными портьерами и занавесом.
С 1949 по 1959 годы в труппе работала Нина Васильевна Клуш, впоследствии ставшая педагогом дополнительного образования, заслуженным работником культуры и ветераном труда. В разные периоды труппа была прикреплена к различным учреждениям: техникумам, заводским клубам, Дому учителя, заводу «Металлист» и медицинскому училищу. На сцене театра шли спектакли, такие как «Стакан воды» Э. Скриба, «Коварство и любовь» Ф. Шиллера, «Бесприданница» А. Островского, «Дочь прокурора» Ю. Яновского, «Аттестат зрелости» Л. Гераскиной и другие.
В 1970-1980-е годы театр продолжал работать, привлекая горожан своими представлениями, спектаклями, танцами и дискотеками. Борис Алексеевич Камчатов был важной фигурой в культурной жизни Серпухова, и в знак благодарности на здании театра установлена мемориальная доска в его честь. После выхода на пенсию Б. А. Камчатова театр стал использоваться как прокатная площадка, а обветшавшее фойе закрыли маскировочной сеткой, под которой организовывались дискотеки. Многие известные артисты охотно приезжали в Серпухов с концертами и спектаклями. Здесь выступали такие звёзды, как Алла Тарасова, Василий Качалов, Лидия Русланова, Клавдия Шульженко, Ольга Лепешинская, Николай Крючков, Людмила Зыкина. Сцена театра видела выступления Анны Герман, Геннадия Хазанова, Аллы Пугачёвой, а также симфонического оркестра под управлением Вероники Дударовой и оркестра Олега Лундстрема. Жители Серпухова аплодировали артистам МХАТа, Малого театра, театров имени Вахтангова, Ермоловой, Гоголя, хора имени Пятницкого.

## Современность
В 1990-е годы здание стало разрушаться: стены, потолки и полы нуждались в ремонте, который провели в 1995 году. Зрительный зал театра двухэтажный, включает партер, четыре ложи и балкон, рассчитанные на 651 место. Также в театре есть просторное фойе площадью 360 квадратных метров и кафе на 40 посадочных мест. Тогда же начали обсуждать передачу театра в частные руки. Местные жители выразили своё недовольство, отправляя жалобы в различные инстанции. В итоге решение было принято: театр остался муниципальным.
В 2005 году в театре впервые за долгое время сформировалась профессиональная актёрская труппа. Режиссеру Павлу Аркадьевичу Цепенюку удалось объединить талантливых актеров, чьи искренние и правдивые выступления завоевали сердца зрителей. За первый год работы городской театр установил рекорд по количеству проданных билетов. Появились новые возможности: запустили официальный сайт, а билеты стали доступны для заказа онлайн.
В 2009 году начала свою деятельность театральная студия при Серпуховском музыкально-драматическом театре. Учащиеся получают навыки актёрского мастерства, сценического движения, речи и других дисциплин. Они участвуют не только в постановках студии, но и в городских мероприятиях, а также задействованы в основных спектаклях театра.